# 日本將棋聯盟
日本將棋聯盟是日本职业将棋的主要组织机构。1924年9月8日，东京的棋手联合起来成立东京将棋连盟，这是日本將棋聯盟的雛形。1927年，东京将棋连盟改名为日本将棋连盟。